# Kanaler i Storbritannien
Kanaler i Storbritannien er en stor del af landets vandveje. De har en lang over varieret historie, fra deres brug til kunstvanding til transport, hvor de kom i fokus under den industrielle revolution, til nutidens fritidssejlads. På trods af at have stået ubrugte i en periode, så bliver kanalsystemet igen brugt i større omfang i dag, og forladte kanaler bliver renoveret og genåbnet, og der bliver sågar etableret nye ruter. Kanalerne i England og Wales bliver vedligeholdt af en række navigationsmyndigheder. De største navigationsmyndigheder er Canal & River Trust og Environment Agency, men andre kanaler blliver drevet af firmaer, lokale myndigheder eller velgørenhedsorganisationer.
Størstedelen af kanalerne i Storbritannien kan rumme både med en længde på mellem 17 og 22 m, og de bruges i dag hovedsageligt fritidsaktiviteter. Der findes dog flere kanaler, som er langt større end dette, heriblandt New Junction Canal og Gloucester and Sharpness Canal, der har plads til skibe på op til 70 m. Et endnu større eksempel er skibskanalen Manchester Ship Canal. Ved åbningen i 1894 var det verdens største skibskanal, og den muliggjorde at skibe på helt op til 183 m at sejle den 58 km lange rute, som giver Manchester adgang til havet.

## Kanalmuseer
- National Waterways Museum, Ellesmere Port, Merseyside
- Foxton Canal Museum, Harborough, Leicestershire
- Galton Valley Canal Heritage Centre, Smethwick, West Midlands
- Gloucester Waterways Museum
- Kennet & Avon Canal Museum, Devizes, Wiltshire
- Linlithgow Canal Centre, Skotland
- Llangollen Canal Museum, North Wales
- London Canal Museum, Kings Cross, London
- Portland Basin Museum, Manchester
- Stoke Bruerne Canal Museum, Northamptonshire
- Tapton Lock Visitor Centre, Chesterfield
- Yorkshire Waterways Museum, Goole, East Yorkshire